# L'evaso di San Quintino
L'evaso di San Quintino (House of Numbers) è un film drammatico del (1957)  tratto dal romanzo omonimo di Jack Finney e diretto da Russell Rouse.

## Trama
Bill e Arnie sono due fratelli che si assomigliano come gocce d'acqua. Bill è un tipo tranquillo mentre Arnie ha ucciso un uomo perché corteggiava la moglie Ruth. Catturato dalla polizia viene imprigionato a San Quintino, un carcere di massima sicurezza. Bill, insieme a Ruth, però, hanno un piano per farlo evadere.